# Eucalyptus largiflorens
Eucalyptus largiflorens, o boj negro ("black box") es una especie de eucalipto endémico de  Australia. 
Figura como sinonimia de Eucalyptus bicolor en  Real Jardín Botánico de Kew

## Descripción
Crece a una altura de 20 metros de altura y tiene una corteza persistente, fibrosa y escamosa, la cual es gris a gris-negruzco.

## Distribución
La especie crece en Queensland, Nueva Gales del Sur, Victoria y Australia Meridional.

## Hábitat
Es con frecuencia la especie de árbol dominante en las comunidades de vegetación donde crece, primordialmente en bosques abiertos que permiten el crecimiento de la hierba en áreas que se inundan estacionalmente, y está usualmente asociado con suelos de arcilla negros y pesados.

## Taxonomía
Eucalyptus largiflorens fue descrita por William Faris Blakely y publicado en Transactions and Proceedings of the Victorian Institute for the Advancement of Science 1: 34. 1855.
Etimología
Eucalyptus: nombre genérico que proviene del griego antiguo: eû = "bien, justamente" y kalyptós = "cubierto, que recubre". En Eucalyptus L'Hér., los pétalos, soldados entre sí y a veces también con los sépalos, forman parte del opérculo, perfectamente ajustado al hipanto, que se desprende a la hora de la floración.
largiflorens: epíteto latíno que significa "con grandes flores".
Sinonimia
- Eucalyptus pendula Page ex Steud., Nomencl. Bot., ed. 2, 1: 600 (1840).
- Eucalyptus bicolor A.Cunn. ex T.Mitch.
- Eucalyptus largiflorens F.Muell. var. largiflorens
- Eucalyptus parviflora F.Muell., J. Proc. Linn. Soc., Bot. 3: 90 (1859).[5]

## Nombres comunes
Nombres comunes alternativos comunes incluyen eucalipto inundado, boj inundado y boj de río.